# Pelourinho de Ponte da Barca

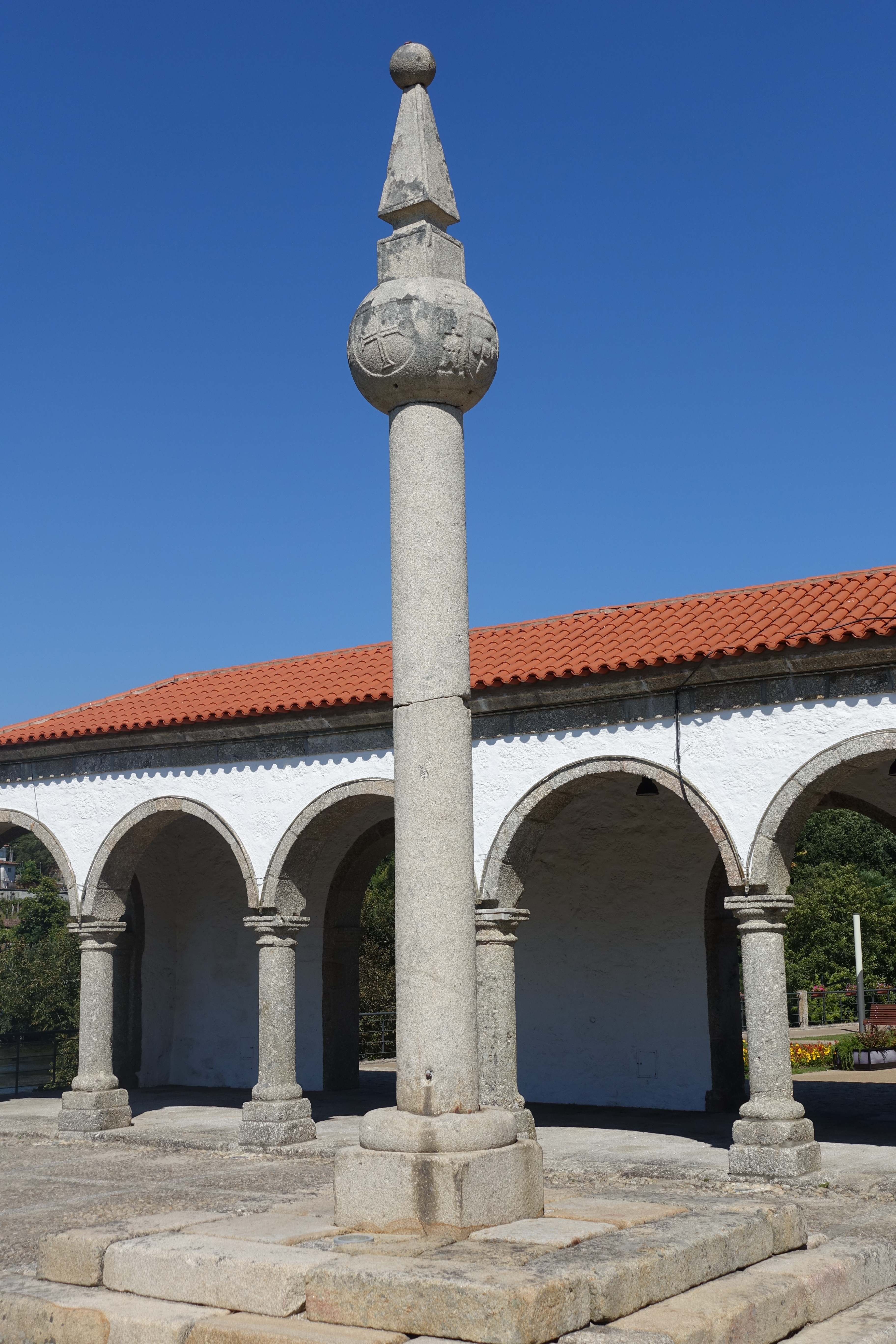
Pelourinho de Ponte da Barca.

O Pelourinho de Ponte da Barca localiza-se na freguesia de Ponte da Barca, Vila Nova de Muía e Paço Vedro de Magalhães, na vila e município de Ponte da Barca, no distrito de Viana do Castelo, em Portugal.
Encontra-se classificado como Monumento Nacional desde 1910.

## História
Ainda que a vila tenha recebido foral desde 1125, concedido por D. Teresa de Leão e confirmado por Afonso II de Portugal em 1217, o atual pelourinho prende-se ao "Foral Novo" de João Marcelo Carneiro
em 1513, passado à então designada Vila da Nóbrega, então em fase de crescimento demográfico.
Foi primitivamente erguido no Largo da Misericórdia, no centro da vila, junto ao edifício dos Paços do Conselho.
No século XX foi deslocado para o chamado "Jardim dos Poetas", junto a um alpendre sobre uma arcada de 1752, que serviu de estabelecimento para feirantes.

## Características
O conjunto do pelourinho foi completamente concebido em granito. Ergue-se sobre uma plataforma quadrangular de quatro degraus. A base da coluna é, como o resto do pelourinho, simples na sua concepção, sendo constituída apenas por um plinto (cúbico) e um toro, que não é mais que um anel arredondado sob o fuste que se apresenta liso, sem ornamentação e de seção circular, sobre o qual se apoia uma esfera onde estão gravadas as armas reais, a Cruz de Cristo e as faixas do brasão dos Magalhães, senhores donatários da vila. O remate, constituído por um plinto sob uma pirâmide quadrangular truncada no vértice superior onde se apoia uma esfera de pequenas dimensões, não constaria do pelourinho inicial e foi substituído no final do século XVII ou inícios do século XVIII. Notam-se, ainda, vestígios dos ferros de sujeição.